# Alttextschule
Die  Alttextschule  (chinesisch 古文經學 / 古文经学, Pinyin Gǔwén jīngxué, W.-G. Ku-wen ching-hsüeh) ist eine der beiden Hauptschulen im Studium der konfuzianischen Klassiker in der Geschichte der chinesischen Philosophie.
Die Etablierung der offiziellen Position des Konfuzianismus (siehe Neutextschule 今文经学,  Jīnwén jīngxué) begann mit einem leidenschaftlichen und weitverbreiteten Studium der konfuzianischen Klassiker. Dem Auftreten der Neutextschulen-Klassiker folgend, soll eine andere Version der konfuzianischen Klassiker in Mauerwerk oder unter der Erde gefunden worden sein. Von diesen Klassikern, die in alter großer Siegelschrift geschrieben waren, hieß es, dass sie die ursprüngliche Version der Vor-Han-Zeit gewesen seien, und sie wurden folglich als Altschrift-Klassiker bezeichnet. Liu Xin (gest. 23) war der bedeutendste Vertreter dieser Schule.